# Alfred Swift
Alfred Swift (n. 25 iunie 1931, Durban, Uniunea Africii de Sud – d. 13 aprilie 2009, Johannesburg, Africa de Sud) a fost un ciclist sud-african, medaliat olimpic. A participat la 2 ediții ale Jocurilor Olimpice (1952, 1956) în care a câștigat o medalie de bronz.